# کس‌کید
کس‌کید (انگلیسی: Cascades) شرکت کاغذ کانادایی است، که در سال ۱۹۵۷ تأسیس شد.